# 巴特勒縣 (密蘇里州)
巴特勒縣（英語：Butler County）是美國密蘇里州東南部的一個縣，南鄰阿肯色州。面積1,810平方公里。根據美國2000年人口普查估計，共有人口40,867人。縣治波普拉布拉夫 (Poplar Bluff)。
成立於1849年2月27日。縣名紀念在代表肯塔基州的聯邦眾議員、1848年民主黨副總統候選人威廉·奧蘭多·巴特勒 (William Orlando Butler)。